# Amateur Night
Amateur Night (en Hispanoamérica: Un chofer en apuros) es una película de humor estadounidense estrenada en el año 2016, escrita y dirigida por Lisa Addario y Joe Syracuse. Las experiencias iniciales de ambos directores en Hollywood fueron la base para crear la historia de la película. La cinta es protagonizada por Jason Biggs, Jenny Mollen, Janet Montgomery, Ashley Tisdale y la hija de Eddie Murphy, Bria Murphy (en su debut en el cine).
Amateur Night fue estrenada en Los Ángeles el 25 de julio de 2016 y llevada a los teatros en Estados Unidos el 5 de agosto de 2016 por la empresa Cinedigm. La película ha recibido en su mayoría críticas negativas por parte de la prensa especializada.

## Sinopsis
Guy Carter es un arquitecto desempleado que se ve envuelto en serios problemas económicos con su esposa embarazada. Al no poder conseguir un empleo acorde con su carrera, Guy debe aceptar un trabajo como conductor de prostitutas, algo que le traerá un sinnúmero de problemas.

## Reparto
| - Jason Biggs como Guy Carter. - Jenny Mollen como Anne Carter. - Janet Montgomery como Nikki. - Ashley Tisdale como Fallon. - Bria Murphy como Jaxi. - Adrian Voo como Dan. | - Robert Hoffman como Devon. - Cedric Yarbrough como Zoley. - Steven Weber como el doctor Kurtz. - Eric Siegel como el doctor Siegel. - Rusty Joiner como Cocky Dude. |